# Andorras volleybollförbund
Andorras volleybollförbund (katalanska: Federació Andorrana de Voleibol) är idrottsförbundet för volleyboll i Andorra. Det har sitt säte i Ordino.
Förbundet bildades 1987 och är anslutet till CEV och FIVB. Förbundet har 100 licenserade damspelare och 145 licenserade herrspelare. Andorra har varit mest framgångsrikt på herrsidan. Det gäller både landslaget och klubblaget CV Andorra som genom framgångar i det spanska seriesystemet (som bäst en andraplats i Superliga de Voleibol Masculina) kunnat delta i CEV:s tävlingar på europeiska nivå vid flera tillfällen.